# Strictly Rhythm
Strictly Rhythm (укр. Лише ритм) — американський лейбл танцювальної музики, заснований 1989 року.

## Історія створення
Звукозаписувальну компанію Strictly Rhythm було створено 1989 року в Нью-Йорку, США. Її засновниками стали колишній менеджер Spring Records Марк Фінкелстайн, який відповідав за фінансову складову, інвестувавши 25 тис. доларів власних заощаджень, та A&R-агентка Гледіс Пісарро, яка захоплювалася танцювальною електронною музикою, зокрема хаузом та геріджем. Вони почали працювати з нью-йоркськими продюсерами Джорджем Морелом та Вейном Гардінером, та з діджеєм Роджером Санчесом.
Протягом 1990-х років лейбл видавав записи провідних хауз-музикантів, серед яких Ерік Морілло, Тодд Террі, Луї Вега, Кенні Доуп, Арманд ван Гельден та Барбара Такер. Окрім андеграундної клубної музики, на лейблі вийшло декілька популярних композицій, серед яких «I Like to Move It» Reel 2 Real, «Free» Ультри Нате, «Set U Free» Planet Soul, «King of My Castle» Wamdue Project та «Higher State Of Consciousness» Джоша Вінка. Зокрема, «I Like to Move It» пізніше стане основним мотивом повнометражного мультфільму «Мадагаскар».
На початку 2000-х років компанія припинила активну роботу, проте після п'ятирічної перерви 2007 року відновила існування. Деякий час Strictly Rhythm співпрацювала із Warner Records, потім продовжила існування як інді-лейбл, аж доки 2013 року їхній каталог релізів не придбала велика міжнародна компанія BMG.
2020 року на честь 30-річчя лейблу вийшла збірка 30 Years of Strictly Rhythm, що складалася з трьох частин. 